# Municipio de Tucurú
Municipio de Tucurú är en kommun i Guatemala.   Den ligger i departementet Departamento de Alta Verapaz, i den centrala delen av landet, 90 km nordost om huvudstaden Guatemala City.